# Отказ от реанимации
Отка́з от реанима́ции (предписание не реанимировать (англ. do-not-resuscitate (DNR)), также известный как Do Not Attempt Resuscitation (DNAR), Do Not Attempt Cardiopulmonary Resuscitation (DNACPR), no code или allow natural death — это медицинское предписание, письменное или устное, в зависимости от юрисдикции, указывающее, что человеку не следует проводить сердечно-лёгочную реанимацию, если сердце этого человека перестаёт биться. Иногда эти решения и соответствующие документы также охватывают решения, касающиеся других важных медицинских вмешательств или мероприятий, продлевающих жизнь. Правовой статус и процедуры, связанные с отказом от реанимации, различаются в разных государствах. Чаще всего отказ от реанимации оформляется врачом на основе сочетания медицинского заключения и участия пациента.

## Основания для выбора
Интервью с 26 пациентами с отказом от реанимации (DNR) и 16 пациентами с согласием на реанимацию в Торонто в 2006—2009 годах показывают, что решение об отказе от реанимации было основано на личных факторах, включая состояние здоровья и образ жизни, факторах взаимоотношений (с семьёй или обществом в целом) и философских факторах.
Аудиозаписи 19 дискуссий о статусе DNR между врачами и пациентами в двух больницах США (Сан-Франциско и Дарем) в 2008—2009 годах показали, что пациенты «упоминали риски, преимущества и исходы сердечно-лёгочной реанимации», а врачи «изучали предпочтения в отношении краткосрочного и долгосрочного использования жизнеобеспечивающей терапии». В канадской статье говорится, что неуместно предлагать сердечно-лёгочную реанимацию, когда врач знает, что у пациента неизлечимая болезнь и что сердечно-лёгочная реанимация бесполезна.

### Риски
Как отмечалось выше, пациенты, рассматривающие DNR, упоминают о рисках сердечно-лёгочной реанимации. Физические травмы, такие как переломы костей, наблюдаются у 13 % пациентов, перенёсших сердечно-лёгочную реанимацию, и ещё неизвестное количество людей может также испытывать переломы хрящей, сопровождающиеся звуками, сходными со звуками ломания костей.
Психические проблемы возникают у некоторых пациентов как до, так и после сердечно-лёгочной реанимации (СЛР). После СЛР число выживших, находящихся в коме, увеличивается в соотношении примерно 1 человек на каждые 100 спасённых по сравнению с их состоянием до СЛР (и большинство людей выходят из комы). От 5 до 10 из каждых 100 человек, выживших после СЛР, нуждаются в большей помощи в повседневной жизни, чем до проведения СЛР. От 5 до 21 человек из каждых 100 выживших страдают психическим расстройством, но сохраняют самостоятельность.

## Терминология
DNR и Do Not Resuscitate (рус. «Не реанимировать») — термины, которые широко применяются в США, Канаде и Новой Зеландии. В некоторых регионах добавляют DNI (Do Not Intubate — рус. «Не интубировать»). DNI специфичен тем, что не допускает установки дыхательных трубок. В некоторых больницах DNR само по себе не предполагает интубации, хотя 98 % интубаций не связаны с остановкой сердца; большинство интубаций проводится при пневмонии или хирургическом вмешательстве. Клинически подавляющему большинству людей, нуждающихся в реанимации, потребуется интубация, что делает проблематичным проведение только DNI. Больницы иногда используют выражение no code (рус. «без кода»), относящийся к жаргону врачей слово «код» (напр., «код красный», «код синий»), сигнал тревоги для реанимационной бригады больницы. Если пациент действительно хочет быть реанимирован, его кодовый статус может быть указан как «полный код» (противоположность DNR). Если пациент хочет быть реанимирован только при определённых условиях, это называется «частичный код».

## Применение практики отказа от реанимации в мире
Документы DNR широко распространены в одних странах и недоступны в других. В странах, где DNR недоступен, решение о прекращении реанимации принимается исключительно врачами.
В статье за 2016 год сообщается об опросе небольшого числа врачей во многих странах, в ходе которого задавались вопросы: «Как часто вы обсуждаете решения о реанимации с пациентами и/или их семьями?» и «Как вы сообщаете об этих решениях другим врачам в вашем учреждении?». В некоторых странах было несколько респондентов, которые не всегда действовали одинаково, как показано ниже. Также был задан вопрос «Существует ли в вашей стране национальное руководство по принятию решений о реанимации?», но понятие «руководство» не имело последовательного определения, например, в США четверо респондентов ответили «да», а двое — «нет».
| Страна            | Обсуждение с пациентом или членом семьи           | Оповещение других врачей медицинского учреждения                                                          |
| ----------------- | ------------------------------------------------- | --- |
| Австралия         | В большинстве случаев, в половине случаев         | Устно+заметки+в печатном виде                                                                             |
| Австрия           | В половине случаев                                | Заметки                                                                                                   |
| Аргентина         | В большинстве случаев                             | Письменно                                                                                                 |
| Барбадос          | В половине случаев                                | Устно+заметки                                                                                             |
| Бельгия           | В половине случаев, редко                         | Заметки+электронно                                                                                        |
| Бразилия          | В большинстве случаев                             | Устно+заметки                                                                                             |
| Бруней            | Редко                                             | Устно+заметки                                                                                             |
| Венгрия           | Редко                                             | Устно |
| Германия          | Всегда                                            | Устно+заметки+электронно                                                                                  |
| Гонконг           | Всегда, в половине случаев                        | Заметки+в печатном виде, устно+заметки+в печатном виде                                                    |
| Дания             | В большинстве случаев                             | Электронно                                                                                                |
| Израиль           | В большинстве случаев, в половине случаев         | Устно+заметки,заметки                                                                                     |
| Индия             | Всегда                                            | Заметки, устно, устно+заметки                                                                             |
| Ирландия          | В большинстве случаев, редко                      | Заметки                                                                                                   |
| Исландия          | Редко                                             | Заметки+электронно                                                                                        |
| Испания           | Всегда, в большинстве случаев                     | В печатном виде, устно+заметки+электронно, устно+заметки+в печатном виде                                  |
| Канада            | Всегда, в большинстве случаев                     | Устно+заметки, устно+заметки+электронно, заметки+в печатном виде                                          |
| Колумбия          | В половине случаев                                | Устно |
| Куба              | Всегда                                            | Устно |
| Ливан             | В большинстве случаев                             | Устно+заметки+электронно                                                                                  |
| Малайзия          | Редко                                             | Заметки                                                                                                   |
| Мальта            | В большинстве случаев                             | Заметки                                                                                                   |
| Нидерланды        | В половине случаев                                | Электронно                                                                                                |
| Новая Зеландия    | Всегда                                            | В печатном виде                                                                                           |
| Норвегия          | Всегда, редко                                     | Устно, заметки+электронно                                                                                 |
| ОАЭ               | В половине случаев                                | Устно+заметки                                                                                             |
| Пакистан          | Всегда                                            | Заметки+электронно                                                                                        |
| Польша            | Всегда, в большинстве случаев                     | Устно+заметки, заметки+в печатном виде                                                                    |
| Пуэрто Рико       | Всегда                                            | В печатном виде                                                                                           |
| Саудовская Аравия | Всегда, в большинстве случаев                     | В печатном виде, заметки+электронно, устно                                                                |
| Сингапур          | Всегда, в большинстве случаев, в половине случаев | В печатном виде, устно+заметки+в печатном виде, устно+заметки+электронно, устно+в печатном виде           |
| США               | Всегда, в большинстве случаев                     | Заметки, электронно, устно+электронно, устно+заметки+электронно, устно+заметки+в печатном виде+электронно |
| Тайвань           | В половине случаев, редко                         | Заметки+в печатном виде+иным образом, устно                                                               |
| Уганда            | Всегда                                            | Заметки                                                                                                   |
| Франция           | В большинстве случаев                             | В печатном виде                                                                                           |
| Швейцария         | В большинстве случаев, в половине случаев         | Устно+заметки+в печатном виде, устно+заметки+иным образом                                                 |
| Швеция            | В большинстве случаев                             | Устно+заметки+в печатном виде+электронно                                                                  |
| Шри Ланка         | В большинстве случаев                             | Заметки                                                                                                   |
| ЮАР               | Редко                                             | Устно+заметки                                                                                             |
| Южная Корея       | Всегда                                            | В печатном виде                                                                                           |
| Япония            | В большинстве случаев, в половине случаев         | Устно, заметки                                                                                            |

### Австралия
В Австралии отказы от реанимации регулируются законодательством каждого штата.
В штате Виктория сертификат об отказе от медицинского лечения является законным средством отказа от лечения текущих заболеваний. Он не применяется в паллиативной медицине (разумное обезболивание; еда и питьё). Директива о расширенном медицинском обслуживании юридически определяет медицинские процедуры, которые человек может выбрать для получения (или неполучения) при различных определённых обстоятельствах. Директива может быть использована для отказа от реанимации в целях избежания ненужных страданий.
В Новом Южном Уэльсе план реанимации — это санкционированное врачом предписание о проведении реанимационных мероприятий или отказе в них, в котором документируются другие аспекты лечения, имеющие значение в конце жизни. Такие планы действительны только для пациентов врача, который является сотрудником здравоохранения Нового Южного Уэльса. План предусматривает отказ от любого без исключения жизнеобеспечивающего лечения, предварительный отказ на время будущей нетрудоспособности и решение перейти к чисто паллиативной помощи.

### Бразилия
В системе оказания медицинской помощи Бразилии нет официально признанного протокола для создания и соблюдения предписаний DNR. Законность отказа от проведения реанимационных процедур для неизлечимо больных пациентов чётко не определена, что заставляет многих медицинских работников проявлять осторожность при отказе от сердечно-лёгочной реанимации.
Хотя предписания DNR не были институционализированы в Бразилии, было проведено значительное количество обсуждений этического вопроса о том, следует ли воздерживаться от реанимационных вмешательств. За последние два десятилетия Федеральный медицинский совет Бразилии опубликовал две резолюции, CFM 1.805/2006 и CFM 1.995/2012, в которых рассматриваются терапевтические ограничения у неизлечимо больных пациентов, а также расширенные директивы. Недавнее исследование также показало, что в системе здравоохранения Бразилии случаи отказа от проведения СЛР при наличии неизлечимой болезни или множественных сопутствующих заболеваний так же часты, как и в Северной Америке.

### Великобритания

#### Англия
В Англии предполагается проведение СЛР в случае остановки сердца, если только не имеется предписания «не проводить реанимацию». Если пациент обладает дееспособностью, определённой Законом об умственной дееспособности 2005 года, он может отказаться от реанимации. Пациенты также могут указать свои пожелания и/или передать принятие решений доверенному лицу, используя медицинское завещание, которые обычно называются «Завещаниями о жизни», или план неотложной помощи и лечения (англ. «Emergency Care and Treatment Plan» или ECTP), такой как ReSPECT. Диалог между пациентом и врачом играет ключевую роль при составлении предварительных распоряжений и планов неотложной помощи, где решение о целесообразности реанимации должно приниматься в рамках целостного рассмотрения всех вариантов лечения.
Если лечащий врач считает, что назначенное лечение (включая СЛР) будет бессмысленным, он не обязан его проводить, даже если на этом настаивают пациент или его родственники. В таких ситуациях врач обязан действовать в наилучших интересах пациента — продолжать лечение или прекратить его — в зависимости от клинической целесообразности, руководствуясь своим профессиональным суждением. Если пациент недееспособен, у родственников часто спрашивают их мнение, чтобы сформировать представление «в наилучших интересах» о том, какими были бы взгляды этого человека (до потери дееспособности). Оценка ReSPECT (ECTP) показала, что статус реанимации оставался центральной темой обсуждений и что при обсуждении других неотложных методов лечения наблюдались различия.

#### Уэльс
В Уэльс действует собственная национальная политика DNACPR, «Sharing and Involving», используется термин «DNACPR» и проводятся кампании по информированию общественности, включая веб-сайт «TalkCPR».

#### Шотландия
В Шотландии используется терминология «Do Not Attempt Cardiopulmonary Resuscitation» (рус. «Не пытайтесь проводить сердечно-лёгочную реанимацию») или «DNACPR». Во всей Национальной службе здравоохранения Шотландии действует единая политика. Правовое положение аналогично положению в Англии и Уэльсе в том смысле, что сердечно-лёгочная реанимация рассматривается как лечение, и, хотя существует общая презумпция того, что сердечно-лёгочная реанимация будет выполнена в случае остановки сердца, это не тот случай, если лечащий врач считает его бесполезным. Пациенты и их семьи не могут требовать проведения сердечно-лёгочной реанимации, если считают его бесполезным (как и при любом медицинском лечении), и DNACPR может быть выдан, несмотря на несогласие, хотя хорошей практикой является вовлечение всех сторон в обсуждение.
Как и в Англии и Уэльсе, неподобающие предписания были отданы лицам, у которых не было для этого медицинских оснований, например глухому мужчине, который получил предписание DNACPR в 2021 году из-за «трудностей с общением».

### Гонконг
Начиная с 2000 года Медицинская ассоциация Гонконга заняла позицию, согласно которой следует признавать предварительные директивы. Консультации Комиссии по правовой реформе, проводившиеся с 2004 по 2006 год, привели к рекомендации о принятии законодательства в поддержку медицинских завещаний. Однако по состоянию на 2019 год не было достигнуто консенсуса по законодательству.
Администрация больницы утвердила набор бланков, которые её врачи будут принимать при надлежащем заполнении. Однако их признание в частных больницах менее очевидно.

### Израиль
В Израиле можно подписать форму DNR при условии, что пациенту исполнилось не менее 17 лет, он умирает и осознаёт свои действия.

### Иордания
DNR не признаются Иорданией. Врачи пытаются реанимировать всех пациентов независимо от индивидуальных пожеланий или пожеланий семьи.

### Италия
В Италии DNR включён в итальянский закон № 219 от 22 декабря 2017 года «Disposizioni Anticipate di Trattamento», или DAT, также называемый «biotestamento». Закон № 219 «Правила об информированном согласии и положения о предварительном лечении» подтверждает свободу выбора личности и конкретизирует право на охрану здоровья при уважении достоинства личности и качества жизни. DAT — это положения, которые каждый совершеннолетний человек, способный понимать и желающий, может высказать относительно принятия или отклонения определённых диагностических тестов или терапевтических вариантов и индивидуальных методов лечения в ожидании возможной неспособности к самоопределению в будущем. Чтобы быть действительными, DAT должны быть составлены только после того, как человек получил адекватную медицинскую информацию о последствиях выбора, который он намеревается сделать с помощью DAT. Со вступлением в силу закона 219/2017 каждый совершеннолетний человек, способный понимать и желающий этого, может составить свой DAT. Кроме того, данные должны быть составлены с использованием: публичного акта, заверенного в частной письменной форме, простого частного акта, доставленного лично в отдел регистрации муниципалитета по месту жительства или в органы здравоохранения регионов, которые регулировали данные В связи с особыми физическими условиями инвалидности, данные могут быть выражены посредством видеозаписи или с помощью устройства, которые позволяют человеку с ограниченными возможностями общаться. Срок действия данных не истекает. Они могут быть продлены, изменены или отозваны в любое время с использованием тех же форм, в которых они могут быть оформлены. С помощью DAT также возможно назначить доверенное лицо, если оно достигло совершеннолетия, способно понимать и желает этого, которое призвано представлять подписавшего DAT, ставшего нетрудоспособным, в отношениях с врачом и медицинскими учреждениями. Постановлением от 22 марта 2018 года Министерство здравоохранения создало национальную базу данных для регистрации предварительных условий лечения. Без выражения пациентом каких-либо предпочтений врачи должны пытаться реанимировать всех пациентов независимо от пожеланий семьи.

### Канада
Предписания DNR аналогичны тем, которые используются в Соединённых Штатах. В 1995 году Канадская медицинская ассоциация, Канадская ассоциация больниц, Канадская ассоциация сестринского дела и Католическая ассоциация здравоохранения Канады совместно с Канадской ассоциацией юристов разработали руководство «Совместное заявление о реанимационных вмешательствах», которое будет использоваться для определения того, когда и как назначаются предписания DNR. Предписания DNR должны обсуждаться врачами с пациентом, агентами пациента или близкими людьми пациента. Односторонняя DNR медицинскими работниками может использоваться только в том случае, если пациент находится в вегетативном состоянии.

### Нигерия
В нигерийской системе оказания медицинской помощи нет официально принятого протокола для DNR. Письменные завещания могут служить хорошим руководством во многих сценариях ухода из жизни, но часто врачи или семьи пациентов будут выступать в качестве лиц, принимающих решения. Как цитируется в статье 2016 года о передовых директивах в Нигерии, «всё проистекает из общинных ценностей, общего блага, социальных целей, традиционной практики, добродетелей сотрудничества и социальных отношений. Отдельные люди существуют не в вакууме, а в сети социальных и культурных взаимоотношений». В самой Нигерии существуют огромные культурные различия и взгляды на конец жизни между регионами и общинами разного происхождения.

### Объединённые Арабские Эмираты
В ОАЭ действуют законы, обязывающие медицинский персонал реанимировать пациента, даже если у пациента оформлен отказ от реанимации или он не хочет жить. За нарушение законов предусмотрены штрафные санкции.

### Россия
На сегодняшний день право пациента на отказ от реанимации в России не может быть реализовано вследствие несовершенности законодательной базы. Основная причина неудовлетворения желания пациентов отказаться от реанимации является прямым следствием запрета эвтаназии в России согласно статьи 45 Федерального закона «Об основах охраны здоровья граждан в Российской Федерации» от 21.11.2011 № 323-ФЗ.

### Саудовская Аравия
В Саудовской Аравии пациенты не могут юридически подписать DNR, но DNR может быть принята по распоряжению лечащего врача в случае неизлечимой болезни пациентов.

### США
В Соединённых Штатах документация особенно сложна в связи с тем, что каждый штат принимает разные формы, и медицинские завещания, также известные как завещания о жизни, могут не приниматься службами неотложной медицинской помощи (EMS) в качестве юридически действительных бланков. Если у пациента есть завещание о жизни, в котором указано, что пациент запрашивает DNR, но нет должным образом заполненной формы государственного образца и подписанной врачом, EMS может предпринять попытку реанимации.
Решение DNR пациентами было впервые оспорено в судебном порядке в 1976 году по делу Куинлан. Верховный суд Нью-Джерси поддержал право родителей Карен Энн Куинлан распорядиться о её отключении от искусственной вентиляции лёгких. В 1991 году Конгресс принял закон о самоопределении пациентов, который обязывал больницы уважать решение человека при оказании медицинской помощи. В настоящее время сорок девять штатов разрешают ближайшим родственникам принимать медицинские решения в отношении нетрудоспособных родственников, исключением является Миссури. В Миссури действует закон о завещании, согласно которому требуется два свидетеля для любой подписанной предварительной директивы, которая приводит к получению статуса DNR/DNI code в больнице.
В Соединённых Штатах сердечно-лёгочная реанимация (CPR) и расширенная система жизнеобеспечения сердца (ACLS) не будут проводиться при наличии действительного письменного предписания DNR. Многие штаты не признают завещания о проживании или доверенность на медицинское обслуживание на догоспитальном этапе, и от персонала догоспитального учреждения в этих районах может потребоваться инициировать реанимационные мероприятия, если только специальная форма, спонсируемая государством, не заполнена надлежащим образом и не подписана врачом.

#### Юридический прецедент, подтверждающий право на отказ от медицинского вмешательства
Есть три примечательных случая, которые определяют исходные условия для права пациента отказаться от медицинского вмешательства:
1. Карен Куинлан, 21-летняя женщина, находилась в постоянном вегетативном состоянии после двух 15-минутных периодов апноэ, вызванных употреблением наркотиков. После года без улучшения её отец потребовал прекратить систему жизнеобеспечения. Больница отказала, и это привело к судебному разбирательству. Суд первой инстанции встал на сторону больницы, однако Верховный суд Нью-Джерси отменил это решение. Это было первое из многочисленных решений на государственном уровне, предшествовавших делу Крузан, которое установило право нерелигиозных лиц (были и другие предыдущие решения в отношении Свидетелей Иеговы) отказываться от медицинской помощи и распространило это право на нетрудоспособных пациентов через их опекунов. В нём также установлено, что для прекращения медицинской помощи не требуются судебные разбирательства, если существует согласие между заинтересованными сторонами в принятии решения (опекуном, врачом, комитетами по этике). Это также сместило акцент с права обращаться за медицинской помощью на право на смерть. Госпожа Куинлан прожила 9 лет после прекращения искусственной вентиляции лёгких[43].
2. Нэнси Крузан, 31-летняя женщина, которая находилась в постоянном вегетативном состоянии после автомобильной аварии, повлёкшей повреждение головного мозга. Её семья просила прекратить жизнеобеспечение спустя 4 года без каких-либо улучшений. Больница отказала без решения суда, и семья подала в суд, чтобы получить решение суда. Суд первой инстанции встал на сторону семьи, придя к выводу, что штат не может отменить её пожелания. Это решение было обжаловано и отменено Верховным судом штата Миссисипи. В конечном счёте это дело было рассмотрено Верховным судом Соединённых Штатов, который подтвердил право компетентных лиц отказываться от медицинского лечения и установил стандарты отказа в лечении недееспособного лица[44].
3. Тереза «Терри» Шайво, 27-летняя женщина, у которой произошла остановка сердца, и она была успешно реанимирована. После этого она находилась в постоянном вегетативном состоянии. После 8 лет, проведённых в этом состоянии без выздоровления, её муж решил удалить ей питательную трубку. Родители Шайво не согласились, и последовавшее за этим дело в конечном итоге было рассмотрено Верховным судом Флориды, который постановил, что сохранение жизни не будет соответствовать её желаниям. Верховный суд Соединённых Штатов подтвердил это решение и отказался рассматривать дело. Этот случай подтвердил право пациента отказаться от медицинской помощи, которая не отвечает его наилучшим интересам, даже если он недееспособен[45].

### Тайвань
На Тайване пациенты сами подписывают свои приказы о DNR и обязаны делать это, чтобы получать помощь в хосписе. Однако одно исследование, посвящённое изучению взглядов Китая на DNR, показало, что большинство заказов DNR на Тайване были подписаны суррогатными лицами. Как правило, врачи обсуждают проблему DNR с семьёй пациента, а не с самим пациентом. На Тайване существуют два отдельных типа бланков DNR: DNR-P, которые подписывает сам пациент, и DNR-S, в которых может расписаться обозначенный пациентом врач. Как правило, период времени между подписанием DNR и смертью очень короткий, что показывает, что подписание DNR на Тайване обычно откладывается. Для подписания DNR также должны присутствовать два свидетеля.
Предписания DNR являются законными на Тайване с июня 2000 года и были введены в действие Постановлением о хосписах и паллиативной помощи. Также в Правила хосписа и паллиативной помощи включено требование информировать пациента о его терминальном состоянии, однако это требование явно не определено, что приводит к интерпретации точного изложения правды.

### Франция
В 2005 году Франция ввела в действие свой закон «О правах пациентов и уходе в конце жизни». Этот закон разрешает приостановление/отмену лечения по поддержанию жизни, а также более интенсивное использование определённых лекарств, которые могут ускорить наступление смерти.
Закон «О правах пациентов и уходе в конце жизни» предусматривает три основные меры. Во-первых, он запрещает продолжение бесполезного медицинского лечения. Во-вторых, это расширяет право на паллиативную помощь, которая также может включать увеличение доз определённых лекарств, что может привести к сокращению продолжительности жизни пациента. Наконец, это укрепляет принцип автономии пациента. Если пациент не в состоянии принять решение, обсуждение, таким образом, переходит к доверенной третьей стороне.

### Япония
В Японии предписания DNR известны как «Do Not Attempt Resuscitation» (DNAR) (рус. «Не предпринимать попыток реанимации»). В настоящее время нет законов или руководящих принципов, касающихся приказов DNAR, но они по-прежнему регулярно используются.Запрос на отказ от системы жизнеобеспечения может быть выполнен пациентом или его уполномоченным врачом. Кроме того, японские врачи и медсёстры обычно участвуют в процессе принятия решений по форме DNAR.